# ADAC-GT-Cup-Saison 1993
Die ADAC-GT-Cup-Saison 1993 war die erste Saison des Warsteiner ADAC GT Cup. Ihr erster Lauf fand am 9. Mai 1993 auf der AVUS statt, das Saisonfinale fand am 3. Oktober 1993 auf dem Circuit Park Zandvoort statt. Insgesamt wurden in dieser Saison 8 Läufe mit Rennen in Deutschland, Belgien und Österreich und den Niederlanden ausgetragen.
Gesamtsieger wurde Johnny Cecotto mit 130 Punkten vom BMW M-Team Warthofer.

## Starterfeld
| Nr. | Fahrer                | Team                             | Fahrzeug                    | Rennwochenende   |
| --- | --------------------- | -------------------------------- | --------------------------- | ---------------- |
| 2   | Johnny Cecotto        | FINA BMW M-Team Warthofer        | BMW M3 GTR                  | alle             |
| 3   | Kris Nissen           | BMW M-Team Isert                 | BMW M3 GTR                  | alle             |
| 4   | Klaus Niedzwiedz      | Wolf Racing                      | Ford Escort RS Cosworth     | alle             |
| 5   | Rüdiger Schmitt       | Wolf Racing                      | Ford Escort RS Cosworth     | alle             |
| 6   | John Nielsen          | Seikel Motorsport                | Honda NSX                   | 1-4, 6, (7), 8   |
| 7   | Armin Hahne           | Seikel Motorsport                | Honda NSX                   | 1-6,(7), 8       |
| 8   | Patrick Huisman       | Proformance Racing BMW Nederland | BMW M3                      | 1, (2), 3-5, 7-8 |
| 9   | Hans-Jürgen Abt       | Abt Motorsport                   | Audi C5                     | 1-4, (5), 6, (7) |
| 10  | Peter Schem           | Konrad Motorsport                | Porsche Carrera RS          | 2                |
| 10  | Bernd Netzebrand      | Konrad Motorsport                | Porsche Carrera RS          | 3                |
| 11  | Franz Konrad          | Konrad Motorsport                | Porsche Carrera RS          | 1-3              |
| 12  | Walter Hering         | Hohenester Motorsport            | Audi S2                     | 1, (2)           |
| 12  | Oliver Mayer          | Hohenester Motorsport            | Audi S2                     | 3-4              |
| 12  | Jürgen Hohenester     | Hohenester Motorsport            | Audi S2                     | 5, (7), 8        |
| 14  | Jürgen von Gartzen    | Porsche Zentrum Bielefeld        | Porsche 964 Carrera RSR 3.8 | alle             |
| 15  | Harald Grohs          | Porsche Zentrum Bielefeld        | Porsche 964 Carrera RSR 3.8 | alle             |
| 17  | Ralf Kelleners        | PCAS Racing Team                 | Ford Escort RS Cosworth     | alle             |
| 18  | Berthold Bermel       | Ringshausen ITT Automotive       | Ford Escort RS Cosworth     | alle             |
| 19  | Wolfgang Land         | Roock Racing Team                | Porsche 964 Carrera RSR 3.8 | 1                |
| 19  | Bruno Eichmann        | Roock Racing Team                | Porsche 964 Carrera RSR 3.8 | 2-4, 6           |
| 19  | Uwe Alzen             | Roock Racing Team                | Porsche 964 Carrera RSR 3.8 | 7                |
| 19  | Mike Hezemans         | Roock Racing Team                | Porsche 964 Carrera RSR 3.8 | 8                |
| 20  | Dieter Köll           | Roock Racing Team                | Porsche 964 Carrera RSR 3.8 | 2-3              |
| 21  | Herbert Schürg        | Callaway Corvette Racing         | Callaway Corvette CL 1-C    | 1, 3             |
| 21  | Boris Said            | Callaway Corvette Racing         | Callaway Corvette CL 1-C    | 2, 4-6, 8        |
| 21  | Wolfgang Klotz        | Callaway Corvette Racing         | Callaway Corvette CL 1-C    | (2), 7           |
| 23  | Friedrich Leinemann   | Obermeier Racing                 | Porsche 964 Carrera RSR     | 1-4, 6-7         |
| 24  | Fred Müther           | Obermeier Racing                 | Porsche 964 Carrera RSR 3.8 | 1-4              |
| 24  | Otto Altenbach        | Obermeier Racing                 | Porsche 964 Carrera RSR 3.8 | 7                |
| 25  | Alexander Burgstaller | FINA BMW Team Warthofer          | BMW M3                      | 4-5              |
| 25  | Sabine Schmitz        | FINA BMW Team Warthofer          | BMW M3                      | 7-8              |
| 28  | Anton Goeser          |                                  | BMW M3                      | (2)              |
| 30  | Peter Mamerow         | Mamerow Automobiltechnik         | Porsche 964 Carrera RS      | 1-7, (8)         |
| 31  | Michael Trunk         | Strähle Autosport                | Porsche 968 Turbo S         | 2-7, (8)         |
| 32  | Michael Ickenstein    |                                  | BMW 850i                    | (2)              |
| 33  | Ronny Meixner         | Joest Racing                     | Porsche 964 Carrera RSR     | 1-2              |
| 34  | Manuel Reuter         | Joest Racing                     | Porsche 968 Turbo RS        | 1-2, 4, (7)      |
| 50  | Rudi Seher            | Pro Car Toyota Motorsport        | Toyota MR-2                 | alle             |
| 51  | Gerhard Ludwig        | Pro Car Toyota Motorsport        | Toyota MR-2                 | alle             |
| 52  | Michael Widmann       | Michael Widmann                  | Nissan 200SX                | alle             |
| 53  | Michael Wagner        | Michael Wagner                   | Nissan 200SX                | 1-3              |
| 53  | Rolf Schuster         |                                  | Nissan 200SX                | 7-8              |
| 54  | Michael Heigert       | Divinol Oils                     | Renault Alpine V6 Turbo     | 2-8              |
| 55  | Kurt Thiele           |                                  | Toyota MR-2                 | 7                |
| 56  | Heinz-Dieter Kessler  | Autohaus Kessler                 | Nissan 200SX                | 2-7, (8)         |
| 57  | Holger Spelsberg      | Holger Spelsberg                 | Toyota MR-2                 | alle             |
| 58  | Axel Kaczmarek        |                                  | Opel Calibra                | (2)              |
| 59  | Carsten Eigner        | Autohaus Finkbeiner              | Opel Calibra 16V            | alle             |

## Rennkalender
| Datum         | Rennen                 | Sieger Rennen  |
| ------------- | ---------------------- | -------------- |
| 9. Mai        | AVUS                   | Johnny Cecotto |
| 30. Mai       | Circuit Zolder         | Armin Hahne    |
| 11. Juli      | Nürburgring            | Johnny Cecotto |
| 22. August    | Nürburgring            | Bruno Eichmann |
| 29. August    | Salzburgring           | Johnny Cecotto |
| 5. September  | Ahlhorn                | Johnny Cecotto |
| 26. September | Nürburgring            | Johnny Cecotto |
| 3. Oktober    | Circuit Park Zandvoort | Johnny Cecotto |

## Fahrerwertung

### Division 1
| Platz | Fahrer                | Punkte |
| ----- | --------------------- | ------ |
| 1     | Johnny Cecotto        | 130    |
| 2     | Kris Nissen           | 105    |
| 3     | Armin Hahne           | 66     |
| 4     | Jürgen von Gartzen    | 66     |
| 5     | Harald Grohs          | 46     |
| 6     | Bruno Eichmann        | 36     |
| 7     | Peter Mamerow         | 25     |
| 8     | Boris Said            | 24     |
| 9     | Patrick Huisman       | 19     |
| 10    | Berthold Bermel       | 17     |
| 11    | John Nielsen          | 17     |
| 12    | Mike Hezemans         | 12     |
| 12    | Friedrich Leinemann   | 12     |
| 12    | Klaus Niedzwiedz      | 12     |
| 15    | Manuel Reuter         | 10     |
| 16    | Ralf Kelleners        | 8      |
| 16    | Rüdiger Schmitt       | 8      |
| 18    | Michael Trunk         | 7      |
| 19    | Alexander Burgstaller | 6      |
| 20    | Herbert Schürg        | 5      |
| 21    | Hans-Jürgen Abt       | 4      |
| 21    | Sabine Schmitz        | 4      |
| 23    | Uwe Alzen             | 3      |
| 24    | Dieter Köll           | 2      |
| 25    | Wolfgang Klotz        | 1      |
| 25    | Ronny Meixner         | 1      |
| 25    | Fred Müther           | 1      |
| -     | Otto Altenbach        | 0      |
| -     | Walter Hering         | 0      |
| -     | Jürgen Hohenester     | 0      |
| -     | Franz Konrad          | 0      |
| -     | Wolfgang Land         | 0      |
| -     | Oliver Mayer          | 0      |
| -     | Bernd Netzebrand      | 0      |
| -     | Peter Schem           | 0      |

### Division 2
| Platz | Fahrer              | Punkte |
| ----- | ------------------- | ------ |
| 1     | Holger Spelsberg    | 94     |
| 2     | Michael Widmann     | 90     |
| 3     | Gerhard Ludwig      | 86     |
| 4     | Rudi Seher          | 80     |
| 5     | Michael Heigert     | 70     |
| 6     | Hans-Dieter Kessler | 66     |
| 7     | Carsten Eigner      | 46     |
| 8     | Rolf Schuster       | 18     |
| 9     | Michael Wagner      | 8      |
| -     | Kurt Thiele         | 0      |